# 東羅卡韋 (紐約州)
東羅卡韋（英語：East Rockaway）是位於美國紐約州拿騷縣的村。

## 人口
根據2020年美國人口普查的數據，東羅卡韋的面積為5.90平方千米，皆為陸地。當地共有人口10159人，而人口密度為每平方千米1,722人。